# Amata ceres
Amata ceres là một loài bướm đêm thuộc phân họ Arctiinae, họ Erebidae.